# Лизинг (река)
Лизинг (нем. Liesing или Liesingbach; слово Bach означает «ручей») — река в Вене и Нижней Австрии, левый приток Швехата. Длина реки — 30 км, площадь бассейна — 117 км². Высота устья — 158 м над уровнем моря.

## Название
Название «Лизинг» происходит от славянского Lesníca или Lesníčka, ср. современное русское «лесной».

## Течение
Река образуется слиянием двух ручьев: Dürre Liesing («Сухой Лизинг») и Reiche Liesing («Богатый Лизинг», то есть более полноводный). Ручьи берут начало на высоте около 520 м в Венском лесу, однако в областях разных скальных пород, что привело к различию их свойств и названий.
Правый Dürre Liesing берёт начало около Кальтенлойтгебена и протекает по известняковым районам. Он демонстрирует типичные особенности карстовых ручьев, частично впитываясь в породу, в результате чего может практически пересыхать в сухую погоду. Левый Reiche Liesing течет из Брайтенфурта, и протекает по районам флишевых пород. Поскольку водопроницаемость флиша низка, во время обильных осадков в ручей попадает много воды с окрестных территорий.
В Родауне ручьи сливаются вместе и переходят в Венский бассейн. Поблизости от места слияния расположен замок Лизинг. Далее к востоку долина довольно маленького Лизинга сильно расширяется (до 500 м), к чему привело отсутствие в этом регионе прочных скальных пород. К югу от горы Лаэр Лизинг покидает Вену, входит на территорию города Швехат, где вскоре впадает в одноименную реку.

## Регулирование
Постоянные наводнения, вызываемые Лизингом, особенно усилились в XIX веке, во время индустриализации. Близлежащие постройки, сужение русла и слив сточных вод привели к сильному ухудшению качества воды. В результате, в 1930 году было принято решение о регулировании Лизинга. Работы начались не скоро — только в 1947, и продлились до 1969 года. Однако к концу века возобладало желание вернуть реку к «естественному» виду. С 2001 по 2006 год стены, ограничивающие русло в верхнем (в Родауне) и нижнем (в районах Оберла и Ротнойзидль) были разобраны. В среднем течении, в Эрла и Инцерсдорфе, Лизинг остается зарегулированным.

## Галерея

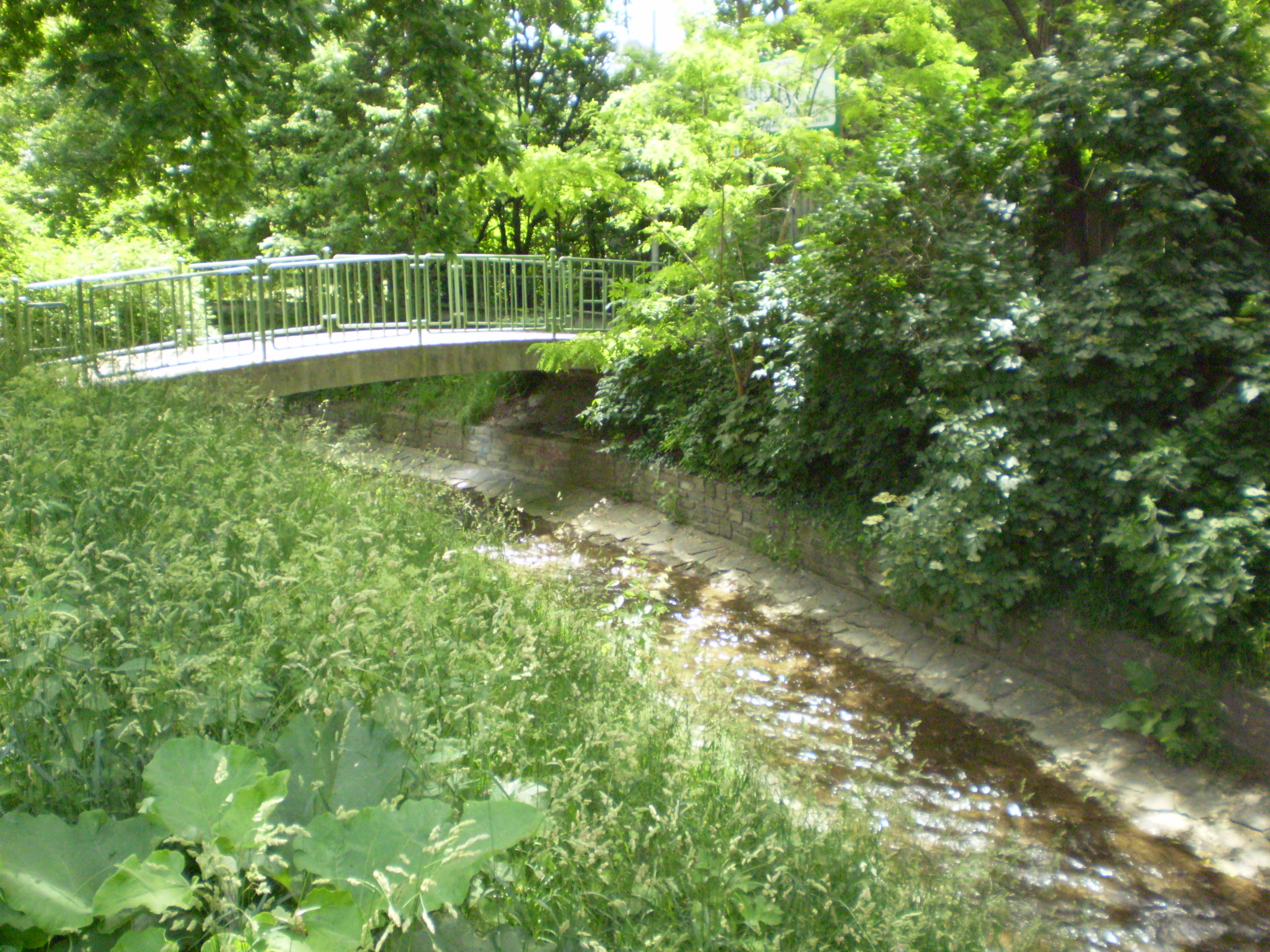
Dürre Liesing
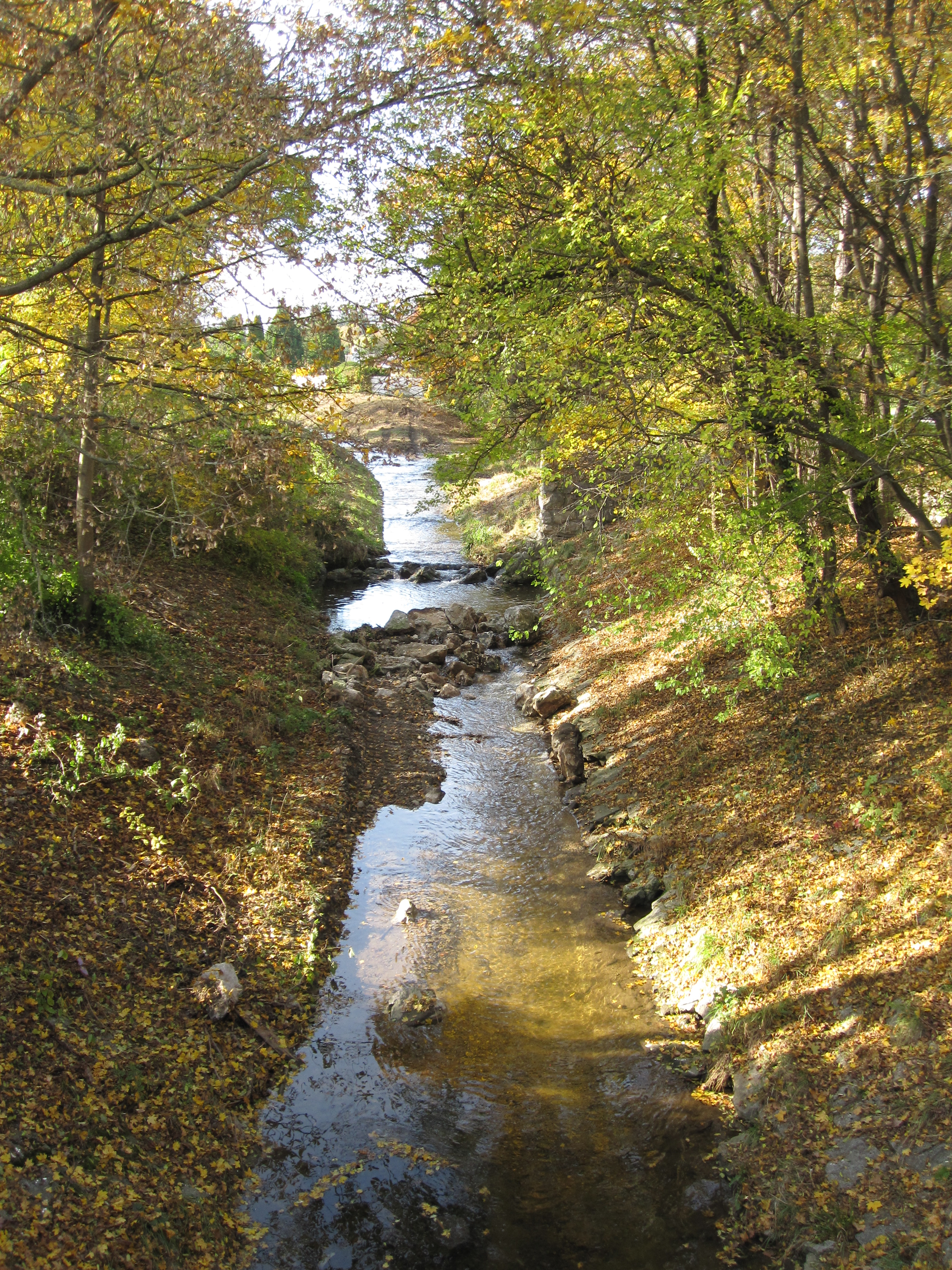
Reiche Liesing
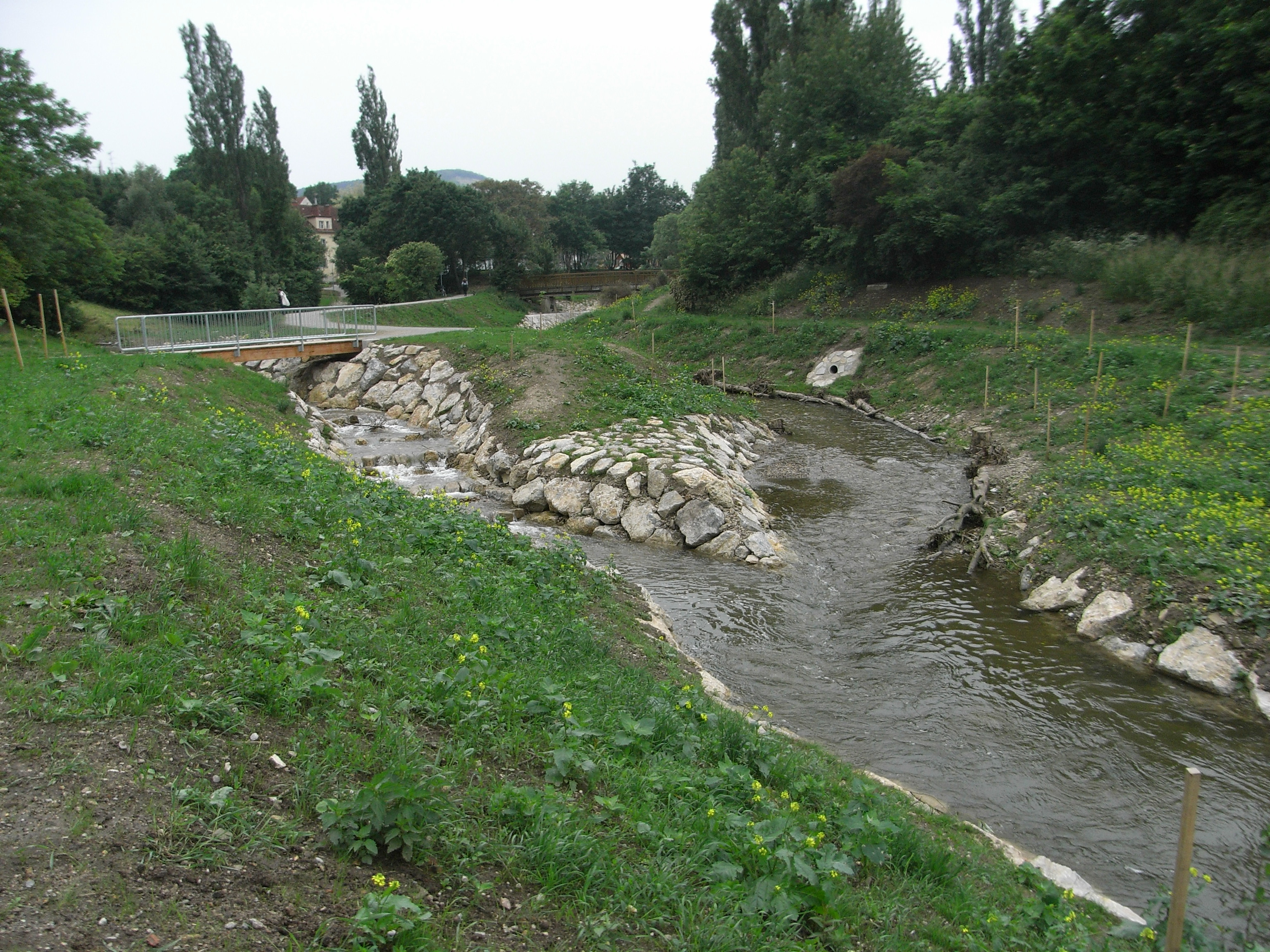
Слияние двух ручьев: исток Лизинга
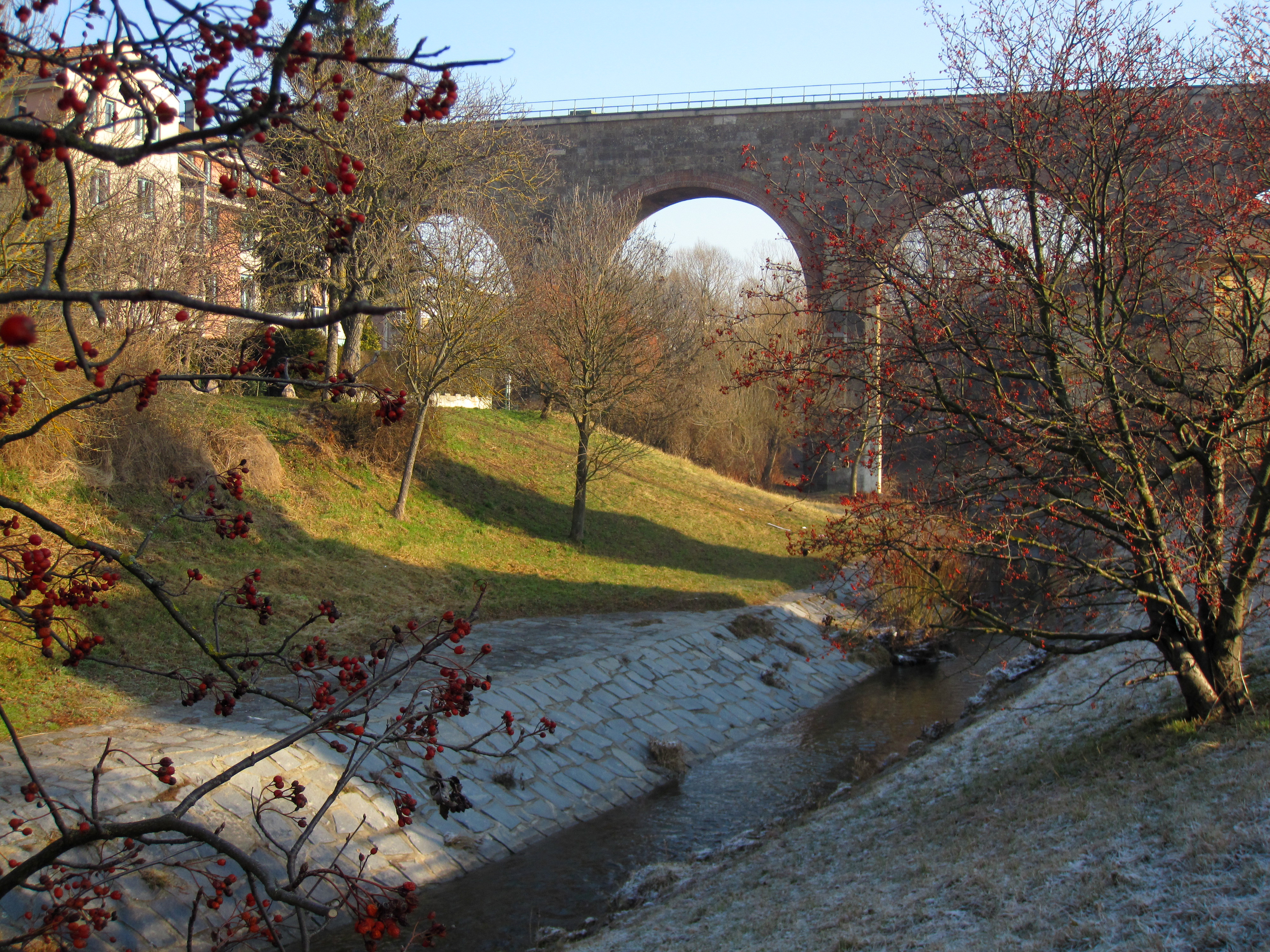
Акведук в Лизинге
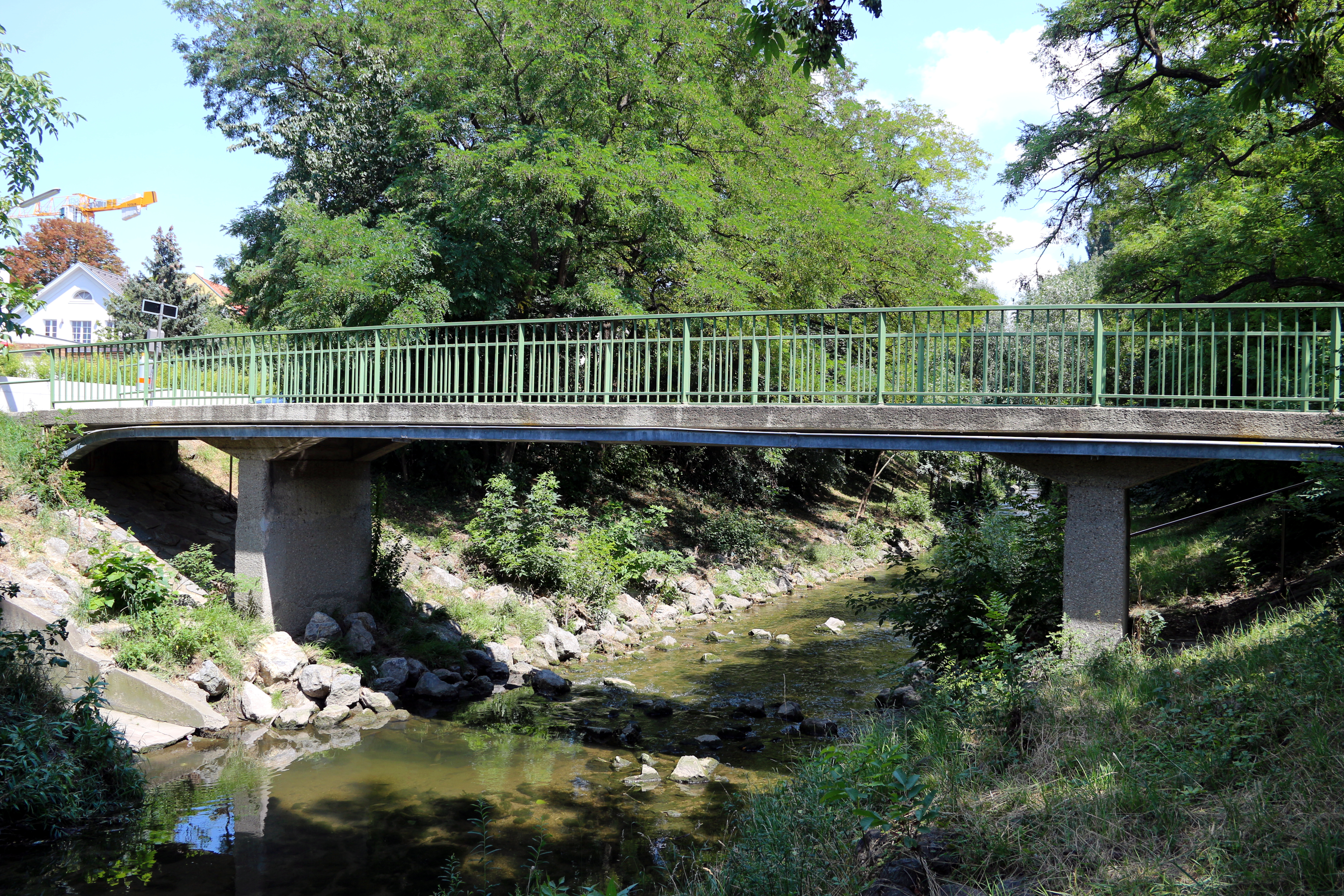
В Ротнойзидле (нижнее течение)
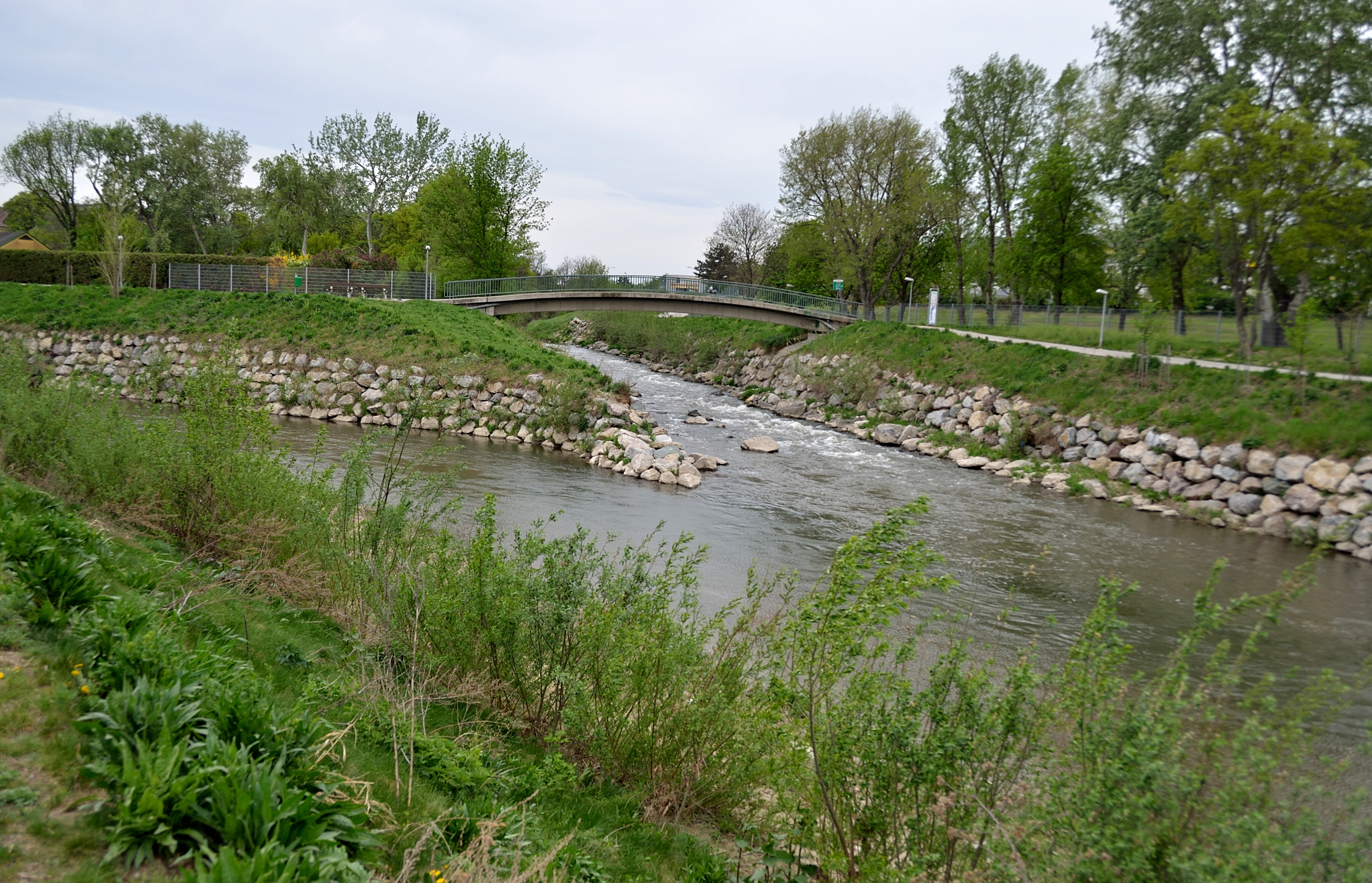
Впадение в Швехат
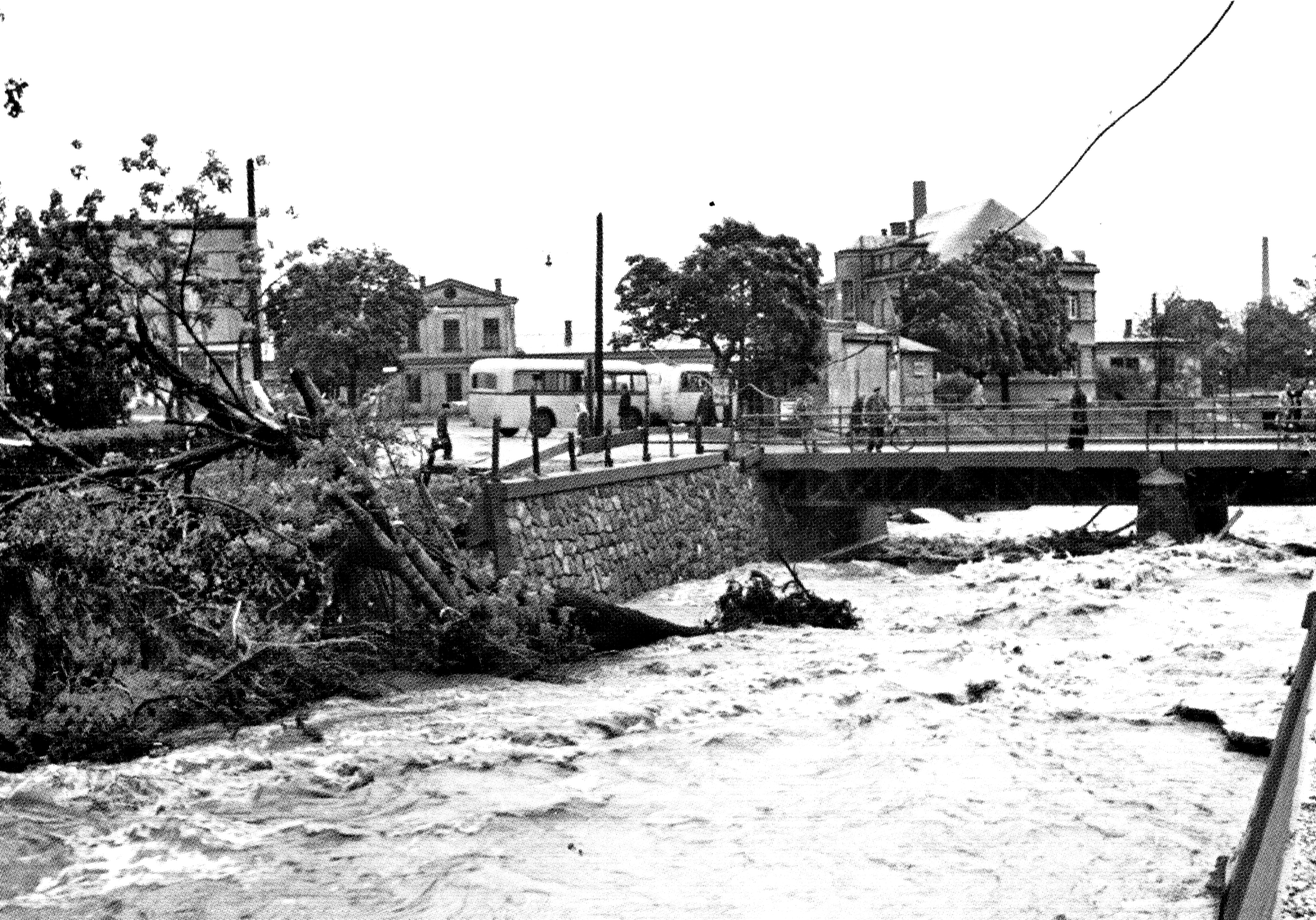
Наводнение на Лизинге 11 мая 1951 года